# 格拉宰
格拉宰（法語：Grazay，法語發音：[ɡʁazɛ]）是法国马耶讷省的一个市镇，位于该省中北部，属于马耶讷区。

## 地理
格拉宰（48°17'26"N, 0°28'56"W）面积16.97 平方千米，位于法国卢瓦尔河地区大区马耶讷省，该省份为法国西北部内陆省份，北起芒什省和奧恩省，西接伊勒-维莱讷省，南至曼恩-卢瓦尔省，东临萨尔特省。
与格拉宰接壤的市镇（或旧市镇、城区）包括：马尔西耶城、阿龙、拉沙佩勒欧里布勒、昂贝、瑞布兰。

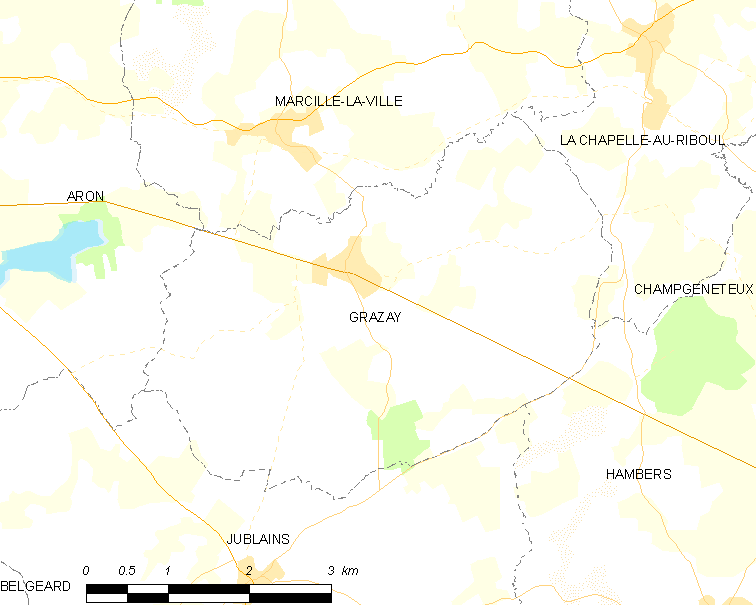
格拉宰的OSM定位图

格拉宰的时区为UTC+01:00、UTC+02:00（夏令时）。

## 行政
格拉宰的邮政编码为53440，INSEE市镇编码为53109。

## 政治
格拉宰所属的省级选区为拉赛堡县。

## 人口

1962-2008年间格拉宰人口变化图示

格拉宰于2022年1月1日时的人口数量为626人。